# Ривас (департамент)
Ри́вас (исп. Rivas) — один из департаментов Никарагуа.

## География
Департамент находится на крайнем юго-западе Никарагуа. На западе его территория омывается водами Тихого океана, на востоке от него находится озеро Никарагуа. Площадь департамента составляет 2161,82 км². Численность населения — 174 589 человек (перепись 2012 года). Плотность населения — 80,76 чел./км². Административный центр — город Ривас.
Граничит на северо-западе с департаментами Карасо и Гранада, на востоке с департаментом Рио-Сан-Хуан, на юго-востоке с Коста-Рикой.

## Достопримечательности
Главными достопримечательностями департамента Ривас являются песчаные пляжи залива Сан-Хуан-дель-Сур на Тихом океане и вулканы Консепсьон и Мадерас на крупнейшем острове Ометепе озера Никарагуа.

## Муниципалитеты
В административном отношении департамент Ривас подразделяется на 10 муниципалитетов:
1. Альтаграсия
2. Белен
3. Буэнос Айрес
4. Карденас
5. Мойогальпа
6. Потоси
7. Ривас
8. Сан-Хорхе
9. Сан-Хуан-дель-Сур
10. Тола